# Марковский, Илья Эрнестович
Илья Эрнестович Марковский (укр. Ілля Ернестович Марковський; 6 июня 1997, Одесса) — украинский футболист, нападающий.

## Карьера
Воспитанник одесской СДЮШОР «Черноморец» им. А. Ф. Зубрицкого. Действует на позиции нападающего.
В ДЮФЛ и молодёжном первенстве Украины выступал за «Черноморец». Затем, в сезонах 2014/15 и 2015/16 выступал в дублирующем составе «моряков», проведя 39 матчей и отличившись 6 голами в первенстве дублёров.
В 2016—2017 годах играл за словенский «Рудар». Провёл за команду 8 официальных матчей — 6 в чемпионате и 2 в Кубке Словении.
В начале февраля перешёл в греческий ПАОК, играл за его команду 19-летних, а затем на правах аренды за клубы низших лиг Греции. В сезоне 2019/20 выступал на правах аренды за клуб высшего дивизиона Кипра «Этникос» (Ахнас). После окончания контракта с ПАОК перешёл в кипрский клуб «Эносис», затем играл во втором дивизионе Греции за «Родос», а осенью 2022 года числился в израильском клубе «Хапоэль» (Хайфа).
В 2023 году перешёл в эстонский клуб «ФКИ Левадия», в его составе стал вице-чемпионом Эстонии того сезона и играл в матчах еврокубков.

### Сборная
В 2015 году выступал за юношескую сборную Украины (до 19 лет), в которой провёл 7 матчей.